# Walery Zbijewski
Walery Zbijewski – polski urzędnik bankowy uhonorowany Medalem Sprawiedliwy wśród Narodów Świata.

## Życie i działalność
Według relacji wnuka swojej siostry Franciszki – Ryszarda Czarneckiego – był uczestnikiem wojny polsko-bolszewskiej 1920 roku. W dwudziestoleciu międzywojennym uzyskał doktorat we Francji i pracował jako urzędnik bankowy pełniąc funkcje kierownicze w NBP.
W czasie II wojny światowej pomagał wraz z żoną Marylą w ukryciu 5-letniej dziewczynki pochodzenia żydowskiego Elżbiety Wilk, córki swoich przedwojennych znajomych Mieczysława i Jainny Fersterów. W 2014 został wraz ze swoją żoną Marylą pośmiertnie uhonorowany Medalem Sprawiedliwy wśród Narodów Świata. Wręczenie odbyło się 27 stycznia 2016 w ramach obchodów Międzynarodowego Dnia Pamięci o Ofiarach Holokaustu podczas uroczystości w ambasadzie Izraela w Waszyngtonie. W wydarzeniu wziął udział Prezydent Stanów Zjednoczonych Barack Obama. Wraz z Walerym i Marylą Zbijewskimi uhonorowani zostali Roddie Edmonds oraz Lois Gunden.